# Janice Morse
Janice Margaret Morse (født Hambleton 15. december 1945 i Blackburn, Lancashire i England) er en New Zealandsk antropolog og sygeplejeforsker, der internationalt er bedst kendt som grundlægger af, og fremtrædende talsperson for, kvalitativ sundhedsforskning, mens hun i Danmark primært kendes for sin sygeplejeteori.
Grundtanken i Morse's teori er, at patienten oplever lidelse, som det er sygeplejens formål at lindre. For Morse er lidelse ikke en statisk tilstand, men snarere en dynamisk proces, hvor patienten veksler mellem at udtrykke lidelsen følelsesmæssigt og at udholde den ved at fortrænge de følelsesmæssige reaktioner.